# Luis Alfonso Sosa
Luis Alfonso Sosa Cisneros (Guadalajara, 5 ottobre 1967) è un allenatore di calcio ed ex calciatore messicano, di ruolo difensore.

## Carriera

### Club
Ha trascorso l'intera carriera nel campionato messicano.

### Nazionale
Con la maglia della nazionale ha esordito nel 1998.

## Palmarès

### Giocatore

#### Competizioni nazionali
- Campionato messicano: 3

Pachuca: Invierno 1999, Invierno 2001, Apertura 2003
- Coppa del Messico: 1

U. de Guadalajara: 1990-1991

#### Competizioni internazionali
- CONCACAF Champions League: 1

Pachuca: 2002

### Allenatore

#### Competizioni nazionali
- Liga de Ascenso de México: 1

Indios: Apertura 2007